# 粉喉煌蜂鸟
粉喉煌蜂鸟（学名：Selasphorus flammula），是雨燕目蜂鸟科的一种鸟类。
粉喉煌蜂鸟体重约2.69克，翼长约40.2毫米，嘴峰长约14.5毫米，喙宽度约1.6毫米，喙厚度约1.5毫米，跗蹠长约3.9毫米，尾长约28.8毫米。粉喉煌蜂鸟在其分布区内为留鸟，其栖息在半开放的草原环境中，食性为草食性，主要食物来源是植物的花蜜。

## 亚种
- ：分布于哥斯达黎加伊拉苏火山和圖里亞爾瓦火山。
- ：分布于哥斯达黎加塔拉曼卡山脉和巴拿马西部的巴鲁火山。
- ：分布于哥斯达黎加波阿斯火山、巴爾瓦火山和伊拉苏火山。[4]